# Sérgio Ricardo
Sergio Ricardo, nome d'arte di João Lutfi (Marília, 18 giugno 1932 – Rio de Janeiro, 23 luglio 2020), è stato un cantante, compositore, regista e attore brasiliano.
Esponente della bossa nova, scrisse diverse composizioni che affrontano tematiche sociali e di protesta, la più celebre delle quali è Zelão. Le sue colonne sonore e il film O menino da calça branca, manifesto del Cinema novo, ricevettero importanti riconoscimenti.

## Biografia

### Gli inizi
Nato da una famiglia di origine libanese, fin da piccolo fu a contatto con la musica: il padre suonava il liuto e la madre cantava. L’ambiente familiare lo incoraggiò a iscriversi a otto anni al Conservatorio  della sua città, dove studiò pianoforte. Nel 1946 seguì la famiglia a San Paolo, e già era in grado di cogliere le melodie popolari a orecchio. Tre anni dopo andò ad abitare a Santos, e lì fu presentatore e disc jockey per Rádio Cultura São Vicente; nello stesso periodo lavorò come pianista nel night club Recreio Prainha.

### La carriera musicale
Nel 1950, trasferitosi a Rio de Janeiro, oltre a essere l’annunciatore della Rádio Vera Cruz iniziò a esibirsi professionalmente nei locali notturni. Allo stesso tempo si creò un solido bagaglio tecnico studiando armonia, contrappunto e orchestrazione alla Scuola Nazionale di Musica. Quell'anno conobbe Tom Jobim quando venne chiamato a sostituirlo al pianoforte al night Posto 5. Nel 1952, dopo un provino, venne scelto come attore nel film A caminho da vitória, che non vide mai la luce, tuttavia Ricardo scoprì il fascino per la recitazione. Intanto, con il soprannome di João Mansur, fu ingaggiato al locale Chez Colbert dove, oltre a canzoni portoghesi, si produsse nelle composizioni di Dorival Caymmi, Tito Madi e Lúcio Alves. A San Paolo fu in scena in un programma televisivo per TV Tupi, esibendosi al pianoforte con un cugino che suonava l’armonica a bocca. Un secondo provino come attore andò a buon fine e l’artista fu reclutato dall’emittente; per un certo tempo alternò impegni televisivi e musicali. La prima registrazione risale al 1958 con il disco Dançante nº 1 che vedeva Ricardo suonare il pianoforte. Sylvia Telles lo ascoltò e lo presentò ad Aloysio de Oliveira, allora direttore della Odeon Records brasiliana, che però lo scoraggiò ritenendo le composizioni non rispondenti ai gusti del mercato. Una di queste canzoni, Buquê de Isabel, impressionò favorevolmente la già affermata Maysa che nel 1958 la incise e la lanciò; e anche questo passaggio contribuì ad avvicinare Ricardo all’ambiente della bossa nova che stava germogliando. Fu in quell’anno fra i tanti artisti sul palco del concerto che si svolse nei locali  del Gruppo Universitario Ebraico e l’anno successivo al I Festival di Samba-Session; in quell'epoca partecipò anche al raduno organizzato dalla rivista O Cruzeiro che metteva insieme i nomi più illustri della bossa nova: Alaíde Costa, João Gilberto, Luiz Bonfá, Ronaldo Bôscoli, Carlos Lyra, Roberto Menescal,  Sylvia Telles, Nara Leão, Luiz Eça, Chico Feitosa, Nana Caymmi Nel 1962 Ricardo con un astuto stratagemma – che avrebbe in seguito generato forte imbarazzo nelle autorità consolari – raggiunse New York dalla California dove stava presentando il suo film O menino da calça branca, aggregandosi alla folta truppa di musicisti brasiliani sul palco per lo storico concerto alla Carnegie Hall nel quale, accompagnandosi con la chitarra, cantò due sue composizioni, Zelão e Nosso olhar. Rimasto otto mesi negli Stati Uniti; fra le varie esibizioni ebbe anche l’opportunità di suonare al celebre club Village Vanguard insieme a Herbie Mann.
Di nuovo in patria nel 1963, proseguì le sperimentazioni con tematiche sociali del cinema novo, girando il film Esse mundo é meu, di cui scrisse anche la colonna sonora. Nello stesso anno compose un'altra colonna sonora, che accompagnava il film Il dio nero e il diavolo biondo di Gláuber Rocha, interpretandola secondo i moduli canori nordestini. Con la casa discografica Elenco diretta da Aloysio de Oliveira registrò l’album Um senhor talento. L’anno successivo Esse mundo é meu venne presentato ai festival cinematografici di Genova e del Libano. Nel Paese mediorientale Ricardo diresse il mediometraggio O pássaro da aldeia. Con Toquinho mise in scena nel Teatro de Arena di San Paolo lo spettacolo Esse mundo é meu e compose le musiche per il film Terra em transe e per la piece teatrale O coronel de Macambira di Joaquim Cardoso. Due anni dopo la Philips Records pubblicò l’LP A grande música de Sérgio Ricardo, e l’artista fu presente al II Festival de Música Brasileira con il brano Beto bom de bola, eseguito fra i fischi del pubblico e con una reazione stizzita del cantante. Altri festival musicali lo videro fra i partecipanti: la Bienal do Samba a Rio de Janeiro, il Festival della TV Excelsior a San Paolo, dove cantò Girassol, il Festival Internacional da Canção (Canto do amor armado) e, con il brano Dia da graça, il Festival de Música Popular Brasileira. La Bulgaria ospitò le sue composizioni, interpretate da Geraldo Vandré, al Festival della Canzone di Protesta. Nel 1968 l'artista fu di nuovo al Teatro de Arena di San Paolo con lo spettacolo Sérgio Ricardo e a praça do povo diretto da Augusto Boal, e fu autore della sceneggiatura musicale della rappresentazione di Ariano Vilar Suassuna O auto da compadecida, portato sullo schermo da George Jonas.

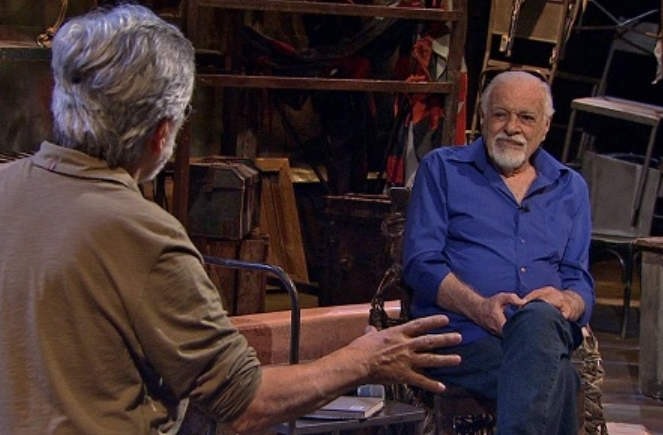
Sérgio Ricardo in un’intervista televisiva del 2015

È del 1970 il suo LP Arrebentação, pubblicato dall’etichetta Equipe, e dello stesso anno il film Juliana do amor perdido, presentato in prima visione al Museo di Arte Moderna di Rio de Janeiro, lungometraggio del quale Ricardo compose le musiche insieme a Roberto Santos. Tre anni più tardi fu la volta dell’album Piri, Fred, Cássio, Franklin e Paulinho Camafeu con Sérgio Ricardo, e nel 1974 della colonna sonora del film A noite do espantalho, contenuta in un LP dal titolo omonimo; rispettivamente del 1975 e del 1979 furono gli LP Sérgio Ricardo e Do lago à cachoeira. Nel 1980 pubblicò un album con Geraldo Vandré, e a Cuba prese parte assieme a Chico Buarque al Festival de Varadero. Altre colonne sonore di sua creazione furono quelle di Flicts, scritta assieme a Ziraldo e incisa dal Quarteto em Cy, e quella orchestrale del poema popolare Estória de João-Joana, di Carlos Drummond de Andrade, pubblicata su disco nel 1985. Compose, fra le tante, le musiche dei film Traço e cor, Voz do poeta e O espetácolo continua.
Sérgio Ricardo diede prova di versatilità con un album del 1994 che conteneva musiche portoghesi, brasiliane e africane, inciso dopo una sua tournée che toccò l'Angola, la Guinea-Bissau e il Portogallo. Nel 1996 la colonna sonora da lui composta per il film O lado certo da vida errada di Octávio Bezerra ricevette un premio al Festival di Brasilia. Altre colonne sonore vennero da lui scritte per le telenovelas Zumbi dos Palmares  e Mandacaru. Nel 2000 fu pubblicato un CD contenente i successi musicali di Ricardo, interpretati dall’artista assieme a Chico Buarque, Elba Ramalho, Telma Tavares e Zélia Duncan, nello spettacolo tenuto a Rio e intitolato Estória de João-Joana.  L’anno dopo uscì il CD Quando menos se espera.
Ricardo, oltre a suonare, cantare e comporre, dipingeva; inoltre pubblicò una raccolta di sue poesie e un’opera saggistica riguardante la musica e la cultura brasiliana nel cinquantennio 1940-1990 dal titolo Quem Quebrou Meu Violão.

### Morte
Ricoverato nella primavera del 2020 in ospedale per aver contratto il Covid-19, pur essendone guarito è morto qualche mese dopo, a 88 anni, per insufficienza cardiaca.

## Discografia

### Album
- 1958 – Dançante nº 1 • Todamérica • LP
- 1960 – A bossa romântica de Sérgio Ricardo • Odeon • LP
- 1961 – Depois do amor • Odeon • LP
- 1963 – Deus e o diabo na Terra do Sol • Forma • LP
- 1963 – Um senhor talento • Elenco
- 1965 – Esse mundo é meu • Forma • LP
- 1967 – A grande música de Sérgio Ricardo • Philips • LP
- 1971 – Arrebentação • Equipe • LP
- 1973 – Piri, Fred, Cássio, Franklin e Paulinho de Camafeu com Sergio Ricardo • Continental • LP
- 1974 – A noite do espantalho • Continental • LP
- 1975 – Sergio Ricardo-MPB Espetacular • RCA Victor • LP
- 1979 – Do lago à cachoeira • Continental • LP
- 1980 – Flicts. De Ziraldo e Sergio Ricardo. Quarteto em Cy e MPB-4 • PolyGram • LP
- 1980 – Sérgio Ricardo e Geraldo Vandré • Continental • LP
- 1985 – Estória de João-Joana. Cordel musical de Carlos Drummond de Andrade e Sergio Ricardo • Trinca Produções • LP
- 2000 – Estória de João-Joana • Rádio MEC • CD
- 2001 – Quando menos se espera • Niterói Discos • CD
- 2019 – Cinema na música ao vivo • Biscoito Fino • CD
- 2019 – Cinema na música ao vivo • Biscoito Fino • DVD

### Singoli
- 1957 – Cafezinho • RGE • 78
- 1957 – Vai jangada/Bronzes e cristais • RGE • 78
- 1958 – Ausência de você/O nosso olhar • Todamérica • 78
- 1958 – Poema azul • Todamérica • 78
- 1958 – Rosa do mato • RGE • 78
- 1966 – Quando vem dia primeiro/Samba de enredo • Philips
- 1967 – Sou pobre, pobre • Philips
- 1968 – Dia da Graça/Canto do amor armado • RCA Victor
- 1973 – Mágoas/Adriana • Continental
- 1968 – Aleluia (Che Guevara não morreu/Antônio das Mortes (Deus e o Diabo na Terra do Sol) • Beverly
- 1977 – Ponto de partida • Marcus Pereira[10]

## Filmografia

### Attore

#### Cinema
- Pé na Tábua, regia di Victor Lima (1958)
- Pluft, o Fantasminha, regia di Romain Lesage (1962)

#### Televisione
- TV de Vanguarda – serie TV, episodi 4x21-5x6-5x9 (1955-1956)
- Parabéns pra Você – serie TV, 13 episodi (1983)

### Attore, regista e compositore
- Menino da Calca Branca - cortometraggio (1962)
- Êsse Mundo é Meu (1964)
- Quatro Contra o Mundo, regia collettiva (1970) - (segmento "Menino da Calça Branca, O")

### Regista
- O Pássaro da Aldeia - cortometraggio (1965)
- Bandeira de retalhos (2018)

### Regista e compositore
- Juliana do Amor Perdido (1970)
- A Noite do Espantalho (1974)

### Compositore
- Il dio nero e il diavolo biondo (Deus e o Diabo na Terra do Sol), regia di Glauber Rocha (1964)
- Terra in trance (Terra em Transe), regia di Glauber Rocha (1967)
- Viver de Morrer, regia di Jorge Ileli (1969)
- A Compadecida, regia di George Jonas (1969)
- A Guerra dos Pelados, regia di Sylvio Back (1970)
- Un animale irragionevole (Un animal doué de déraison), regia di Pierre Kast (1976)
- O Lado Certo da Vida Errada, regia di Octávio Bezerra (1996)